# Larissimus cassander
Larissimus cassander är en stekelart som beskrevs av Nixon 1965. Larissimus cassander ingår i släktet Larissimus och familjen bracksteklar. Inga underarter finns listade i Catalogue of Life.